# Sinan Kurt
Sinan Kurt (Moers, 2 marzo 1995) è un calciatore tedesco, centrocampista dell'Amed.

## Carriera
Cresciuto nel settore giovanile dell'Hüls, ha giocato nelle serie dilettantistiche del campionato tedesco fino al 2016, quando è stato acquistato dall'Ankaraspor, formazione della massima serie turca. Debutta in Süper Lig il 3 giugno 2017, nell'incontro perso per 4-0 sul campo del Beşiktaş. Non riuscendo a trovare spazio in squadra, per la stagione 2017-2018 viene prestato al Bugsaşspor, nella terza divisione turca. Rientrato dal prestito, inizia a giocare con maggior regolarità, militando per una stagione e mezza nella seconda divisione turca. Nell'agosto del 2019 viene ceduto a titolo definitivo all'Adana Demirspor, sempre nella seconda divisione turca, con il quale al termine della stagione 2020-2021, ottiene la promozione nella massima serie turca.

## Statistiche

### Presenze e reti nei club
Statistiche aggiornate al 29 aprile 2022.
| Stagione               | Squadra                | Campionato             | Campionato | Campionato | Coppe nazionali | Coppe nazionali | Coppe nazionali | Coppe continentali | Coppe continentali | Coppe continentali | Altre coppe | Altre coppe | Altre coppe | Totale | Totale |
| Stagione               | Squadra                | Comp                   | Pres       | Reti       | Comp            | Pres            | Reti            | Comp               | Pres               | Reti               | Comp        | Pres        | Reti        | Pres   | Reti   |
| ---------------------- | ---------------------- | ---------------------- | ---------- | ---------- | --------------- | --------------- | --------------- | ------------------ | ------------------ | ------------------ | ----------- | ----------- | ----------- | ------ | ------ |
| 2013-2014              | Hüls                   | OL                     | 34         | 8          |                 | -               | -               |                    | -                  | -                  |             | -           | -           | 34     | 8      |
| 2014-2015              | Bochum II              | RL                     | 23         | 9          |                 | -               | -               |                    | -                  | -                  |             | -           | -           | 23     | 9      |
| 2015-2016              | RW Oberhausen          | RL                     | 33         | 6          |                 | -               | -               |                    | -                  | -                  |             | -           | -           | 33     | 6      |
| 2016-2017              | Ankaraspor             | SL                     | 1          | 0          | CT              | 1               | 0               |                    | -                  | -                  |             | -           | -           | 2      | 0      |
| 2017-2018              | Bugsaşspor             | 2L                     | 27         | 6          | CT              | 0               | 0               |                    | -                  | -                  |             | -           | -           | 27     | 6      |
| 2018-2019              | Ankaraspor             | 1L                     | 31+2       | 7+1        | CT              | 1               | 0               |                    | -                  | -                  |             | -           | -           | 34     | 8      |
| ago. 2019              | Ankaraspor             | 1L                     | 2          | 0          | CT              | -               | -               |                    | -                  | -                  |             | -           | -           | 2      | 0      |
| Totale Osmanlıspor     | Totale Osmanlıspor     | Totale Osmanlıspor     | 36         | 8          |                 | 2               | 0               |                    | -                  | -                  |             | -           | -           | 38     | 8      |
| 2019-2020              | Adana Demirspor        | 1L                     | 27+3       | 3+0        | CT              | 0               | 0               |                    | -                  | -                  |             | -           | -           | 30     | 3      |
| 2020-2021              | Adana Demirspor        | 1L                     | 30         | 6          | CT              | 1               | 0               |                    | -                  | -                  |             | -           | -           | 31     | 6      |
| 2021-2022              | Adana Demirspor        | SL                     | 24         | 0          | CT              | 4               | 0               |                    | -                  | -                  |             | -           | -           | 28     | 0      |
| Totale Adana Demirspor | Totale Adana Demirspor | Totale Adana Demirspor | 84         | 9          |                 | 5               | 0               |                    | -                  | -                  |             | -           | -           | 89     | 9      |
| Totale carriera        | Totale carriera        | Totale carriera        | 237        | 46         |                 | 7               | 0               |                    | 0                  | 0                  |             | -           | -           | 244    | 46     |

## Palmarès

### Club

#### Competizioni nazionali
- TFF 1. Lig: 1

Adana Demirspor: 2020-2021